# 1781

## Родени
- Иван Денкоглу, български просветен деец и предприемач
- 26 януари – Ахим фон Арним, писател
- 30 януари – Аделберт фон Шамисо, немски писател и учен
- 13 март – Карл Фридрих Шинкел, германски архитект
- 9 юни – Джордж Стивънсън, английски изобретател
- 21 юни – Симеон Дени Поасон, френски математик и физик
- 6 юли – Джон Слоут, американски офицер
- 6 юли – Томас Стамфорд Рафълс, британски изследовател
- 23 септември – Анна Фьодоровна, велика руска княгиня
- 5 октомври – Бернард Болцано, чешки математик
- 22 октомври – Луи-Жозеф Ксавие Франсоа, дофин на Франция

## Починали
- 15 февруари – Готхолд Ефраим Лесинг, немски писател и драматург
- 18 март – Ан Робер Жак Тюрго, френски икономист и министър
- 14 май – Франц Шюц, немски художник